# Цинмин
Цинми́н (кит. трад. 清明節, упр. 清明节, пиньинь Qīngmíngjié, палл. Цинминцзе), что означает «праздник чистого света», — традиционный китайский праздник поминовения усопших, который отмечается на 104-й день после зимнего солнцестояния (15-й день после весеннего равноденствия). В каждом году выпадает на один день периода от 4 до 6 апреля. В этот день китайцы выезжают на природу, чтобы насладиться наступлением весны, и посещают могилы предков.
Считается, что празднование этого дня было введено императором Сюаньцзуном в VIII в. (династия Тан). До этого праздничным считался предыдущий день, который до сих пор (начало XXI века) отмечается как День холодной пищи, причём в некоторых районах Китая Цинмин называется праздником холодной пищи (кит. упр. 寒食). В Китае Цинмин является нерабочим днём.
В этот день в 1976 году поминовение Чжоу Эньлая вылилось в спонтанное выражение протеста против Банды Четырёх и хаоса «Культурной Революции». (см. Тяньаньмэньский инцидент).
На Тайване Цинмин тоже является нерабочим днём. Тайваньцы собираются в кругу семьи и посещают могилы предков, приводят могилы в порядок, украшают их цветами и свечами, приносят жертвы божеству Земли в виде фруктов и овощей, сжигают ритуальные деньги. В этот день президент возглавляет церемонии в крупных храмах. Церемония сопровождается исполнением ритуальной музыки и сожжением благовоний.